# 原子力研究バックエンド推進センター
公益財団法人原子力研究バックエンド推進センター（げんしりょくけんきゅうバックエンドすいしんセンター、英: Radioactive Waste Management and Nuclear Facility Decommissioning Technology Center）は、原子力施設から生じる放射性廃棄物の処分や原子炉の廃炉等に関する技術の確立のための調査研究を行う団体。元文部科学省所管で、略称はRANDEC。

## 概要
- 本部所在地 - 〒105-0001 東京都港区虎ノ門1-7-6
- 東海事務所 - 〒319-1107 茨城県那珂郡東海村豊白1-3-37
- 理事長 - 泉田龍男
- 所管官庁 - 文部科学省
- 業務内容 - 原子力施設の廃止措置（デコミッショニング）に関する試験・研究、ラジオアイソトープおよび大学・民間企業等の研究所から排出される放射性廃棄物の処分や物流に関する調査を行う。

## 沿革
- 1988年12月27日 - 財団法人原子力施設デコミッショニング研究協会発足[1]。
- 2001年1月 - 研究所等から出される放射性廃棄物の処分に関する調査業務を開始、名称を原子力研究バックエンド推進センターに改称[2]。